# Sixten Larsson
Sixten Gottfrid Konstantin Larsson, född 31 juli 1918 i Borås, Älvsborgs län, död 3 februari 1995 i Varberg, Hallands län
, var en svensk häcklöpare
Larsson tävlade för IFK Borås och IK Vikingen. Han utsågs 1941 till Stor grabb nummer 100 i friidrott.

## Karriär
Åren 1940 till 1944 vann Sixten Larsson fem guldmedaljer i SM på 400 meter häck, de första två gångerna för IFK Borås, 1942 för IK Vikingen, och de sista två gångerna för IFK Borås igen.
1946 deltog Larsson i EM och vann då silvermedalj på 400 meter häck, på 52,4.